# Osmarina argilla
Osmarina argilla är en fjärilsart som beskrevs av Clarke 1978. Osmarina argilla ingår i släktet Osmarina och familjen plattmalar. Inga underarter finns listade i Catalogue of Life.